# 拉哈斯

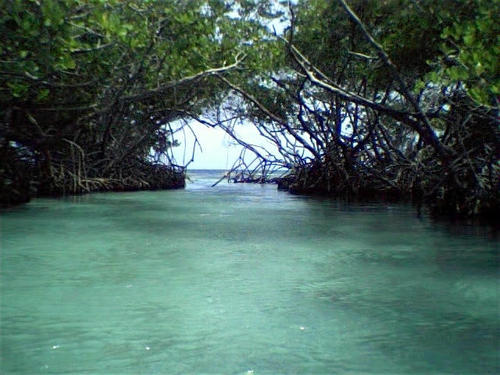

拉哈斯（西班牙語：Lajas）是波多黎各的城鎮，位於該島西南部，始建於1883年，面積199平方公里，主要經濟活動是農業，2010年人口25,753，人口密度每平方公里130人。